# Scrubbers
Pour plus de détails, voir Fiche technique et Distribution.
Scrubbers est un film britannique réalisé par Mai Zetterling, sorti en 1982.

## Fiche technique
- Titre : Scrubbers
- Réalisation : Mai Zetterling
- Scénario : Mai Zetterling, Jeremy Watt, Susannah Buxton et Roy Minton
- Musique : Michael Hurd
- Pays d'origine : Royaume-Uni
- Format : Couleurs
- Genre : drame
- Durée : 90 minutes
- Date de sortie : 1982

## Distribution
- Amanda York : Carol Howden
- Chrissie Cotterill : Annetta Brady
- Elizabeth Edmonds : Kathleen
- Kate Ingram : Eddie
- Mandi Symonds : Mac
- Kathy Burke : Glennis
- Dana Gillespie : Budd
- Pauline Melville : Crow
- Miriam Margolyes : Jones
- Robbie Coltrane : Puff Guts